# Gnophos fuscaria
Gnophos fuscaria là một loài bướm đêm trong họ Geometridae.